# 小行星7924
小行星7924（英語：7924 Simbirsk）是一颗围绕太阳公转的小行星。1986年8月6日，尼古拉·切爾尼赫、柳德米拉·切爾尼赫在克里米亚发现了此天体。
这颗小行星的绝对星等为114.5655069666942等。